# Powiat Tōda
Powiat Tōda (jap. 遠田郡 Tōda-gun) – powiat w Japonii, w prefekturze Miyagi. W 2024 roku liczył 37 441 mieszkańców.

## Miejscowości
- Misato
- Wakuya